# Horst Weiß (Maler)
Horst Weiß, auch (Künstler- und Signaturname) Horst Weiss, (* 1953 in Oberstdorf) ist ein surrealistischer deutscher Maler.

## Leben
Nach dem Besuch der Volksschule und des Gymnasiums legte Weiß  1973 das Abitur ab. Er bestand die Aufnahmeprüfung auf die Akademie der Bildenden Künste München, studierte dort jedoch nur 1 Semester. Von 1973 bis 1979 studierte er weiterhin in München, jedoch in den Lehrgängen Anglistik und Romanistik. Seit dem Schuljahr 1981 ist er Lehrer am Gertrud-von-le-Fort-Gymnasium Oberstdorf, zwischenzeitlich auch stellvertretender Schulleiter.
Horst Weiß ist seit 1970 künstlerisch aktiv. Zur Kunst kam er als Autodidakt. Er wirkte mit bei den Jungen Oberallgäuer Künstlern, später bei den Experten. Mit diesen beiden Gruppierungen hatte er seine ersten Ausstellungen im Landkreis Oberallgäu (Oberstdorf, Sonthofen) und Kempten (Allgäu). Seit 1999 ist Weiß Mitglied im Berufsverband Bildenden Künstler Schwaben Süd e.V. Ankäufe seiner Werke finden sich im Landkreis Oberallgäu, in der Stadt Marktoberdorf und Kempten sowie im Markt Oberstdorf.

## Ausstellungen (Auswahl)
- 1998 Einzelausstellung im Rahmen der 20. Oberstdorfer Kulturtage
- 2000 Beteiligung an der Ausstellung Deutsch-deutsche Begegnung mit Künstlern aus Magdeburg in Immenstadt
- 2001 Beteiligung an der Ausstellung Deutsch-deutsche Begegnung mit Künstlern aus Magdeburg in Magdeburg
- Beteiligung an der Ausstellung Die Südliche (2003/2015)[1]
  - 2004 Preisträger Der erste Ankauf
  - 2007 Preisträger Der erste Ankauf
  - 2011 Preisträger Das kleine Format
  - 2015 Preisträger Johann-Georg-Grimm-Preis